# Arturo Sampay
Arturo Enrique Sampay (28 de julho de 1911, Concordia, Entre Rios - 14 de fevereiro de 1977, La Plata) foi um jurista, constitucionalista e professor argentino, conhecido como o responsável pela Constituição Argentina de 1949 e considerado pai do constitucionalismo social na Argentina. Inicialmente com ideias radicais yrigoyenistas, desenvolveu posteriormente um pensamento social-cristão, aderindo ao peronismo no década de 1940. Foi vereador de Concordia pela UCR, vinculou-se à FORJA (Fuerza de Orientación Radical de la Joven Argentina), foi membro da assembléia constituinte pelo peronismo em 1949, juíz da Corte Suprema de Justiça da Nação (1973-1976) e membro da Comissão contra a discriminação racial das Nações Unidas. Destacou-se também como professor de Direito constitucional e Ciências políticas em diversas universidades da Argentina, Bolívia e Uruguai. Foi perseguido tanto por governos peronistas quanto antiperonistas.

## Biografia
Arturo Sampay nasceu em Concordia, na Província de Entre Rios, filho de Fernando Sampay e Antonia Berterame. Realizou seus estudos secundários entre 1925 e 1929 no histórico Colégio Nacional de Concepción del Uruguai.

### Yrigoyenista e advogado
Aderiu desde muito jovem aos ideais do nacionalismo radical yrigoyenista, sendo eleito vereador de Concordia pela UCR. Em 1929 defendeu ativamente a campanha pela nacionalização do petróleo, impulsionada pelo presidente Hipólito Yrigoyen e pelo general Enrique Mosconi.
En 1930 mudou-se à La Plata para iniciar sus estudios universitários na Facultad de Ciencias Jurídicas y Sociales da Universidad Nacional de La Plata, se formando como advogando em 1932 com 'brilhantes qualificações'.  Subsequentemente obteve seu doutorado com a tese "A Crise do Estado de Direito Liberal Burguês.
Realizou diversos estudos de pós-graduação na Suíça, inclusive com Dietrich Schindler, em Milão com Francesco Olgiati e Amintore Fanfani, e em Paris com Louis Le Fur e Jacques Maritain.
Em 1934 escreveu seu primeiro livro, "A Constituição de Entre Rios perante a nova ciência constitucional: caráter da nova Constituição de Entre Rios", que foi prologado por Faustino Legón na edição de 1936.
Em 1944 instalou-se em La Plata, Província de Buenos Aires, onde nasceram seus filhos com Dora Navarro; Doura Mirta, María Alicia e Arturo Enrique. Neste mesmo ano ingressou como docente na Universidade Nacional da mesma cidade.

### A Constituição de 1949
Como radical, em 1945 apoiou a candidatura presidencial de Juan D. Perón, integrando a União Cívica Radical Junta Renovadora, um dos três partidos que a sustentaram. O Vice-presidente Hortensio Quijano pertencia precisamente à UCR-JR.
Em 1946 foi nomeado fiscal da Província de Buenos Aires durante o governo de Domingo Mercante.
Sampay vinha insistindo na necessidade de uma reforma constitucional desde 1933. Em dezembro de 1948 foi eleito membro da Convenção Constituinte pela Província de Buenos Aires, que se reuniu entre janeiro e março de 1949 e reformou a Constituição Nacional. Presidiu a Comissão de Estudos de Projetos de Reforma. As reformas apresentadas por ele guardam grandes similaridades com as reformas finais. É considerado, até hoje, "pai da constituição de 1949". Em suas extensas participações Sampay insistiu em vários conceitos, oriundos principalmente das noções de "bem comum" e "justiça distributiva", dos quais derivavam direitos como os dos trabalhados, da mulher, dos idosos, da criança, de igualdade entre homens e mulheres, da função social da propriedade, e do papel do estado na economia, mas em um sentido complementar com a atividade privada.  
Em 1951 publicou o livro "Introducción a la Teoría del Estado" (Introdução à teoria do Estado), e em 1974, "Constitución y Pueblo" (A Constituição e o Povo)

### Exílio e perseguição
Em 1952, Domingo Mercante, cuja posição se havia deteriorado dentro do Peronismo graças a rumores que lhe atribuíam aspirações a substituir Perón na presidência, foi excluído da vida política com a aprovação do próprio Perón; a isso se somou, em 1954, o conflito entre governo e a Igreja Católica. O surgimento destes dois factores significaram que Sampay, quem pertencia ao grupo de Mercante e ao nacionalismo católico, também fosse perseguido pelo próprio peronismo ao qual pertencia. Disfarçado de sacerdote e com uma falsa identidade, conseguiu escapar, primeiro fugindo para o Paraguai, depois passou pela Bolívia e, finalmente, estabeleceu-se em Montevideo.
Com a deposição de Perón pela Revolução Libertadora, a perseguição continuou, desta vez acarretada pelos antiperonistas. Pouco tempo depois, pôde voltar à Argentina em 1958, após a posse do presidente Arturo Frondizi, ainda que não lhe foi permitido reassumir seus cargos de professor na Universidade.
Em 1968, fundou e começou a dirigir a revista Realidade Económica, ativa desde então, e que tornou-se uma das mais importantes do país em sua categoria.

### Últimos anos
Seus cargos de professor foram reconhecidos apenas em 1973, mas ficou doente pouco depois, falecendo em 1977.
Em 2014, Sampay foi declarado cidadão ilustre pós-mortem da Província de Entre Rios pela Lei 10.330.

## Obras
- A crise do Estado de direito liberal-burgués, 1942
- A filosofia do Iluminismo e a Constituição argentina de 1853, 1944
- Introdução à Teoria do Estado, 1951
- As ideias políticas de Juan Manuel de Rosas, 1970
- Constituição e povo, 1974
- As constituições da Argentina entre 1810 e 1972, 1975